# تری‌پپتیدیل پپتیداز ۲
تری‌پپتیدیل پپتیداز ۲ (انگلیسی: Tripeptidyl peptidase II) نام آنزیمی است که در انسان توسط ژن «TPP2» کُد می‌شود.
این آنزیم در پردازشِ «مجموعه سازگاری بافتی اصلی کلاس یک» نقش اساسی دارد؛ چرا که هر دو خاصیت اگزوپپتیدازی و اندوپپتیدازی را داراست.